# جک پیچ

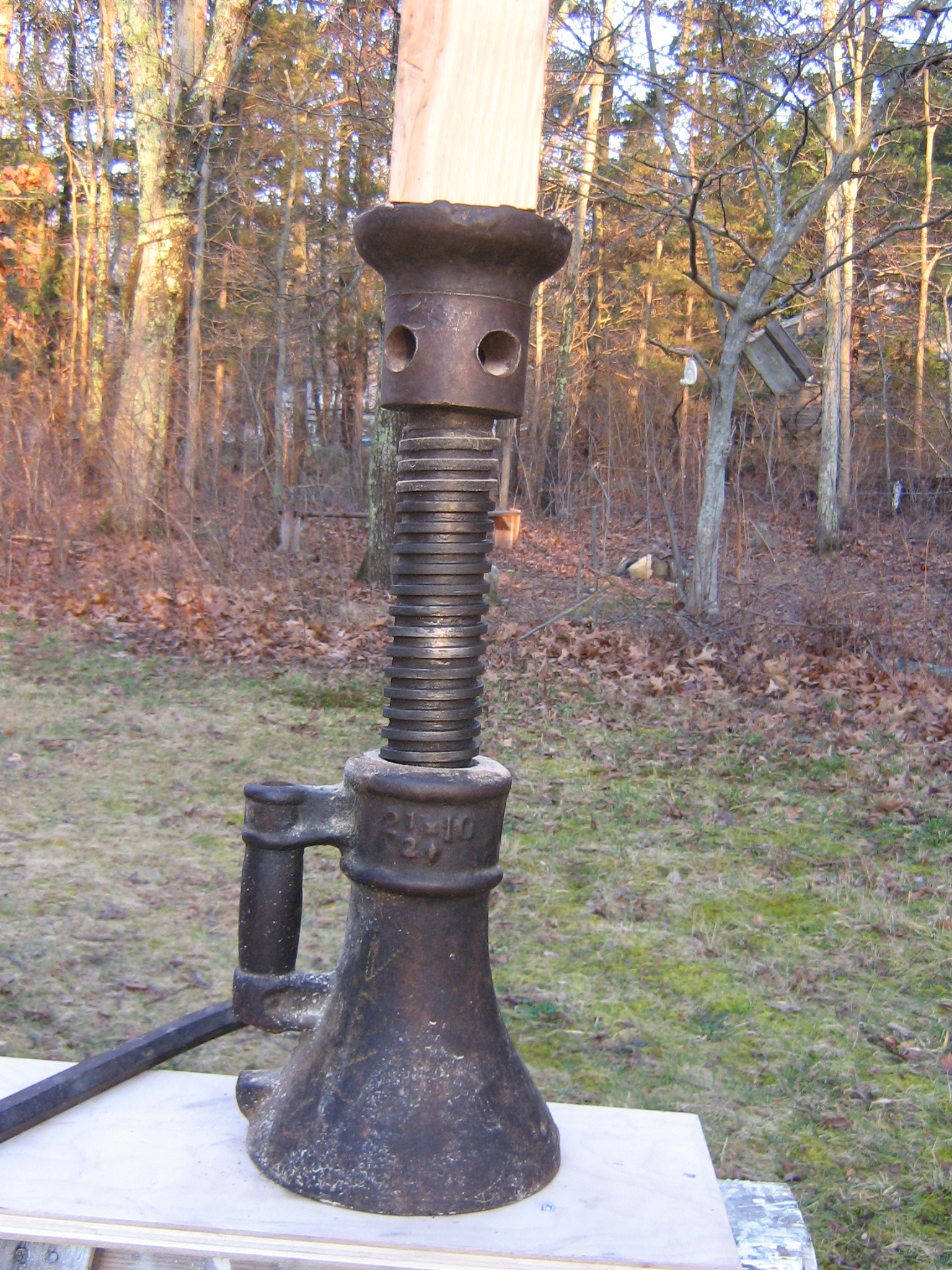
یک جک پیچ ۲٫۵ تنی. جک در حال وارد کردن میله (قابل مشاهده پایین سمت چپ) در سوراخ‌های بالا و چرخش است.

جک پیچ (انگلیسی: jackscrew) نوعی جک است که با چرخاندن پیچ انتقال قدرت کار می‌کند. این جک بیشتر برای بلند کردن وزنه‌های متوسط و سنگین مانند وسایل حمل و نقل مورد استفاده قرار می‌گیرد. بالا و پایین بردن پایدارکننده‌های افقی هواپیما. و به عنوان تکیه گاه‌های قابل تنظیم برای بارهای سنگین مانند پی خانه‌ها.

یک پیچ انتقال قدرت این جک قیچی خودرو را راه اندازی می‌کند.

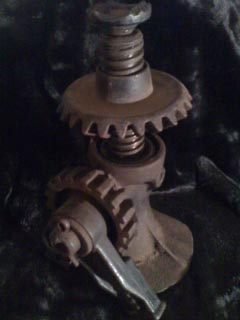
جک پیچی لکوموتیو عتیقه

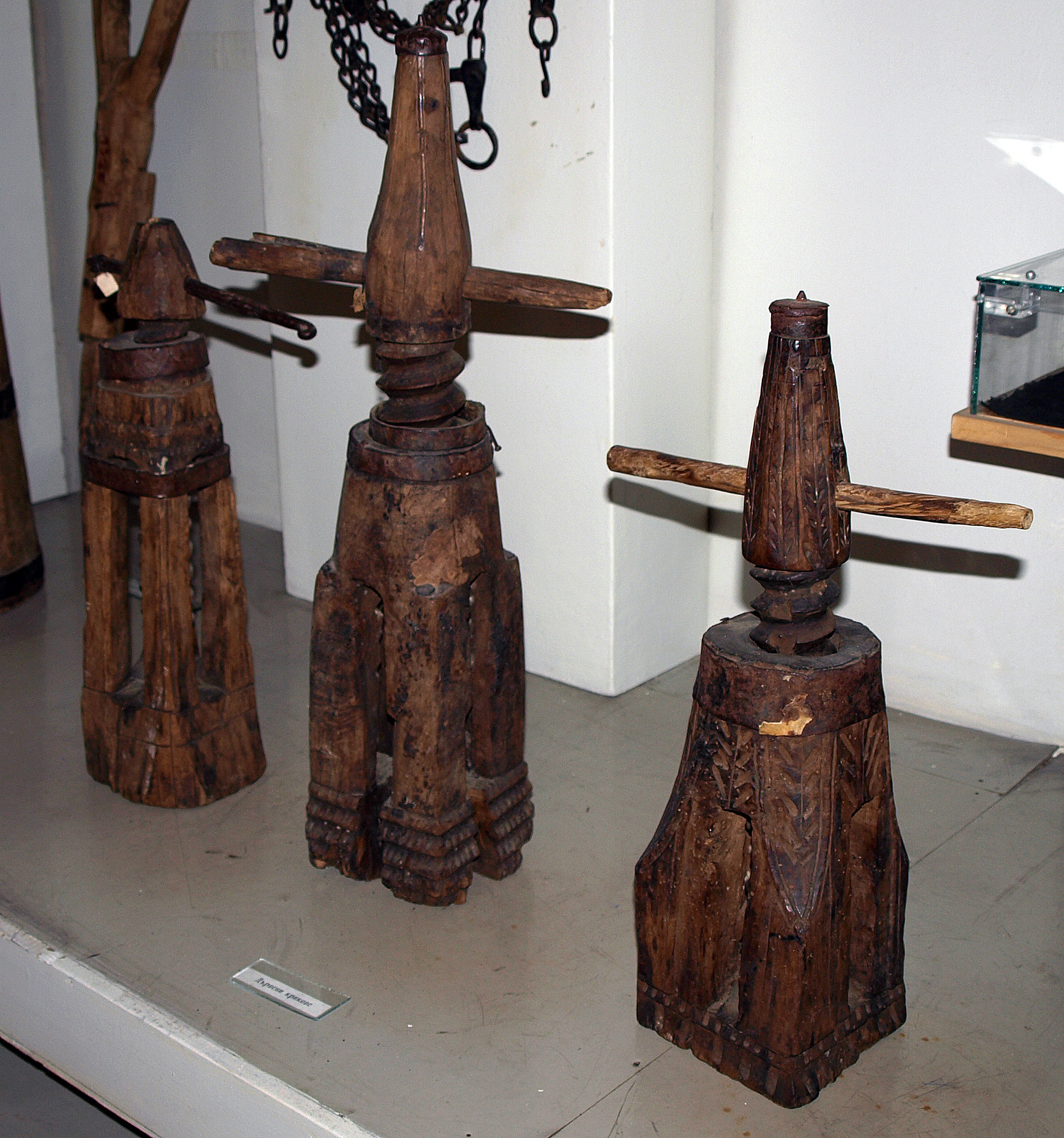
جک پیچ چوبی عتیقه برای تعمیر چرخ‌های گاری و واگن (موزه قوم نگاری اِلهوو، بلغارستان)

## شرح
یک جک پیچ شامل یک پیچ عمودی مخصوص کار سنگین با یک میز بار در قسمت بالایی آن است که با یک سوراخ رزوه‌دار در یک قاب پشتیبانی بی‌حرکت با یک پایه گسترده روی زمین پیچ شده‌است. یک یقه چرخان روی قسمت بالایی پیچ قرار دارد که دارای سوراخ‌هایی است تا دسته، یک میله فلزی، درون آن‌ها برود. هنگامی که دسته در جهت عقربه‌های ساعت چرخانده می‌شود، پیچ به سمت بالاتر پایه حرکت می‌کند و باری را که روی میز بار قرار داد بلند می‌کند. به منظور تحمل نیروهای بار بزرگ، پیچ معمولاً با رزوه ذوزنقه‌ای (thread acme) شکل می‌گیرد.

## مزایا
مزیت جک اسکروها نسبت به سایر انواع جک این است که خودقفل‌شونده هستند، به این معنی که وقتی نیروی دورانی از روی پیچ برداشته می‌شود، در جایی که رها شده‌است بی حرکت باقی می‌ماند و بدون توجه به بزرگی بار روی آن، به پایین برنمی‌گردد. این امر باعث می‌شود که آنها ذاتاً ایمن‌تر از جک‌های هیدرولیک باشند. برای مثال، در صورت آزاد شدن تصادفی نیروی وارد بر عملگر هیدرولیکی، تحت بار به سمت عقب حرکت می‌کنند.

## مزیتمکانیکی
مزیت مکانیکی ایده‌آل یک جک پیچ، نسبت نیرویی که جک بر بار وارد می‌کند به نیروی ورودی روی اهرم بدون در نظر گرفتن اصطکاک است.
{\displaystyle {\frac {F_{\text{load}}}{F_{\text{in}}}}={\frac {2\pi r}{l}}\,}
که در آن
{\displaystyle F_{\text{load}}\,} نیرویی است که جک بر بار وارد می‌کند.
{\displaystyle F_{\text{in}}\,} نیروی چرخشی است که به دسته جک وارد می‌شود.
{\displaystyle r\,} طول دسته جک، از محور پیچ تا محل اعمال نیرو است.
{\displaystyle l\,} طول محور پیچ است.
جک پیچ از دو دستگاه ساده تشکیل شده که به صورت سری به یکدیگر متصل شده‌اند. دسته عملیاتی بلند نقش اهرمی را دارد که نیروی خروجی آن پیچ را می‌چرخاند؛ بنابراین هر چه دسته بلندتر و همچنین رزوه پیچ ریزتر باشد، مزیت مکانیکی افزایش می‌یابد. با این حال، اکثر جک پیچ‌ها دارای مقادیر زیادی اصطکاک هستند که باعث افزایش نیروی ورودی لازم می‌شوند، بنابراین مزیت مکانیکی واقعی اغلب تنها ۳۰٪ تا ۵۰٪ از این رقم است.

### محدودیت‌ها
جک پیچ‌ها در ظرفیت بالابری دارای محدودیت می‌باشند. افزایش بار باعث افزایش اصطکاک در رزوه‌های پیچ می‌شود. یک گام پیچ خوب که مزیت پیچ را افزایش می‌دهد، باعث کم شدن سرعت کار جک می‌شود. استفاده از یک اهرم عملیاتی بلندتر به زودی به نقطه ای می‌رسد که اهرم به سادگی در انتهای داخلی خود خم می‌شود.
جک پیچ‌ها اکنون تا حد زیادی با جک‌های هیدرولیک جایگزین شده‌اند. این امر در سال ۱۸۵۸ تشویق شد، زمانی که پس از دو تلاش ناموفق با ایده‌های دیگر جک‌های شرکت تانگی با ایده پرس هیدرولیک براما برای راه اندازی موفقیت‌آمیز کشتی اس‌اس شرقی بزرگ برونل مورد استفاده قرار گرفت. حداکثر مزیت مکانیکی ممکن برای جک هیدرولیک با محدودیت‌های جک‌های پیچی محدود نمی‌شود و می‌تواند بسیار بیشتر باشد. پس از جنگ جهانی دوم، پیشرفت در تراش‌کاری تلمبه‌های هیدرولیکی و استفاده از حلقه‌های آببندی قیمت جک‌های هیدرولیک ارزان قیمت را کم‌تر کرد و برای استفاده در خودروهای داخلی رایج شد. جک‌های پیچی هنوز برای کاربردهای کم‌هزینه مورد استفاده قرار می‌گیرند، مانند استفاده کوچک در جک‌های تعویض لاستیک خودروها یا جاهایی که خاصیت خود قفل شدن آن‌ها مهم است، مانند پایدارکننده‌های افقی در هواپیما.

## برنامه‌های کاربردی

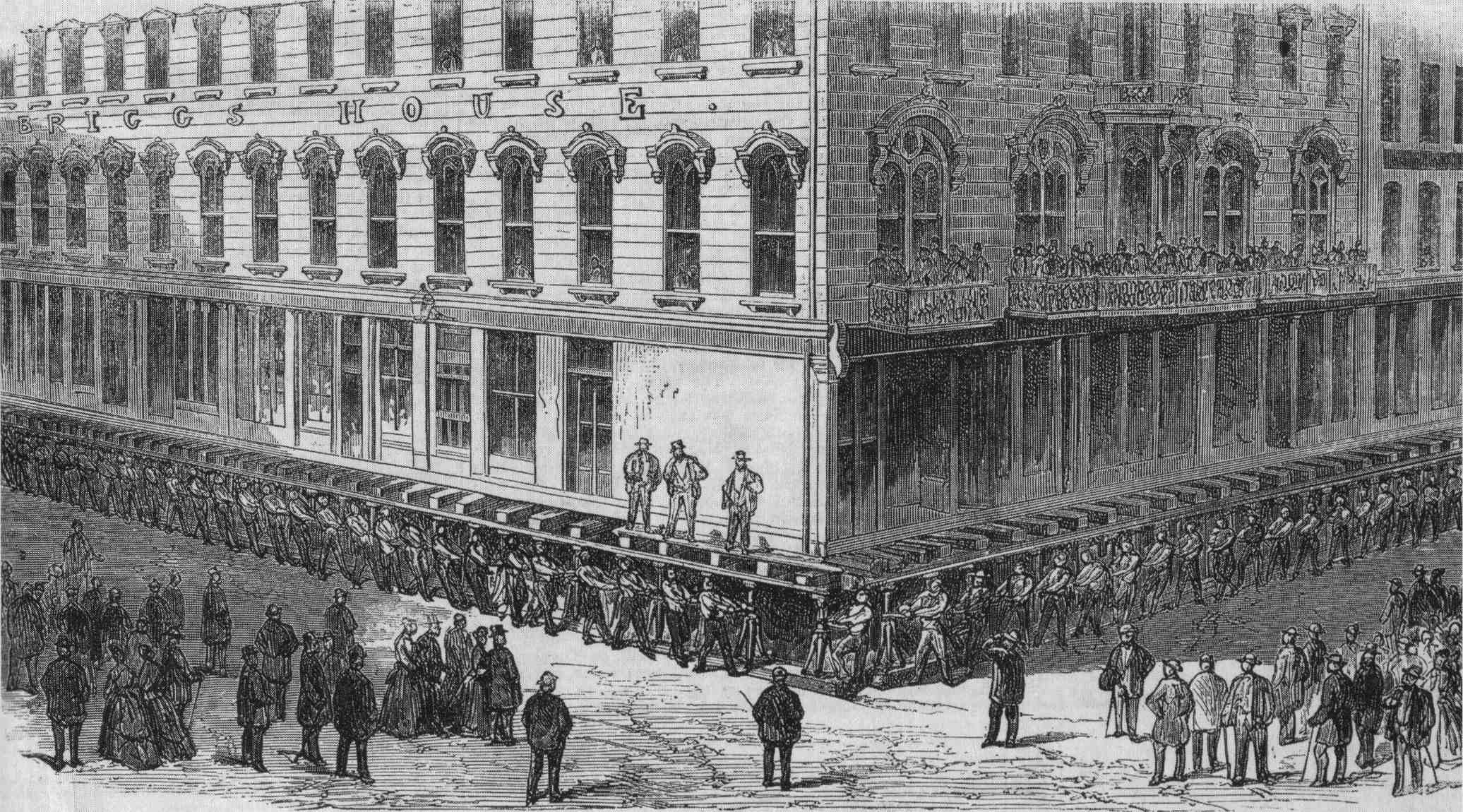
در قرن نوزدهم، «افزایش شیکاگو» شامل بلند کردن کل بلوک‌های شهر با پیچ‌های جک بود.

سطح وسیع تماس لغزشی بین رزوه‌های پیچ به این معنی است که جک‌های پیچی در حدود ۳۰ تا ۵۰ درصد اصطکاک بیشتر و بازده کمتری به‌عنوان اتصالات انتقال نیرو دارند؛ بنابراین آنها اغلب برای انتقال مداوم توان بالا استفاده نمی‌شوند، بلکه اغلب در برنامه‌های موقعیت‌یابی متناوب استفاده می‌شوند.
در کاربردهایی که کار سنگین مانند جک‌های پیچی مورد نیاز است، از رزوه مربعی یا رزوه حائل استفاده می‌شود، زیرا کمترین اصطکاک و سایش را دارند.

### کاربردهای صنعتی و فنی
در کاربردهای فنی مانند عملگرها، از رزوه ذوزنقه‌ای (thread acme) استفاده می‌شود، اگرچه این رزوه‌ها اصطکاک بالاتری به دلیل ساخت آسان دارند اما سایش آن قابل جبران است و از یک رزوه مربعی با اندازهٔ مشابه قوی‌تر است و باعث درگیری نرم‌تر می‌شود.
پیچ توپی (ball screw) نوع پیشرفته تری از پیچ انتقال قدرت است که از یک مهره توپی چرخشی (نوعی بلبرینگ) برای به حداقل رساندن اصطکاک و افزایش عمر رزوه پیچ استفاده می‌کند. نیم رخ رزوه چنین پیچ‌هایی تقریباً نیم دایره است (معمولاً نیم رخ "قوس گوتیک") تا با بلبرینگ به خوبی جفت شود. عیب این نوع پیچ این است که خاصیت خود قفل‌شوندگی ندارند. پیچ‌های توپی در عملگرهای پیچ انتقال قدرت برقی رایج هستند.

### هواپیمایی

یک بوئینگ ۷۳۷ از یک تثبیت کننده قابل تنظیم استفاده می‌کند که توسط یک جک مارپیچ حرکت می‌کند تا نیروهای مورد نیاز گام را تأمین کند. تثبیت کننده عمومی نشان داده شده‌است.

جک‌های پیچی همچنین به‌طور گسترده در حمل و نقل هوایی برای بالا و پایین بردن پایدارکننده‌های افقی استفاده می‌شوند.
خراب شدن جک پیچ در هواپیمای یاکولف یاک-۴۲ به دلیل نقص در طراحی منجر به سقوط پرواز ۸۶۴۱ آیروفلوت در سال ۱۹۸۲ شد.
خراب شدن جک پیچ در مک دانل داگلاس MD-80، ناشی از کمبود گریس، منجر به سقوط پرواز شماره ۲۶۱ خطوط هوایی آلاسکا در سال ۲۰۰۰ شد.
در سال ۲۰۱۳، تخریب یک جک پیچ در هواپیمای بوئینگ 747-400BCF باعث سقوط پرواز شماره ۱۰۲ خطوط هوایی ملی شد. این پرواز به تازگی از فرودگاه بگرام خارج شده بود که ناگهان یک وسیله نقلیه زرهی MRAP به نابودی کشیده شد، از قسمت تاقک عقبی کاملاً لغزید، خطوط هیدرولیک را قطع کرد و مهم‌تر از همه سبب از بین رفتن جک پیچ هواپیما و غیرقابل کنترل شدن آن شد.

### جک‌های ماشینکار
جک ماشین‌کار یک جک پیچی مینیاتوری و بسیار کوچک است که برای پشتیبانی از قسمت‌های بیرون آمده قطعه کار یا متعادل کردن نیروهای به‌هم فشردگی بر روی قطعه کار در طول عملیات ماشینکاری به کار می‌رود. غیر از اندازه آنها، این جک‌ها اغلب تفاوتی با جک‌های پیچی برای بلند کردن ساختمان‌ها از پایه خود استفاده می‌شوند، ندارند. جک‌های ماشین‌کار می‌توانند به راحتی یک جدا کننده رزوه دار با پیچ و مهره در آن باشند تا به عنوان جک پیچ عمل کنند.

### در اتصال دهنده‌های الکترونیکی

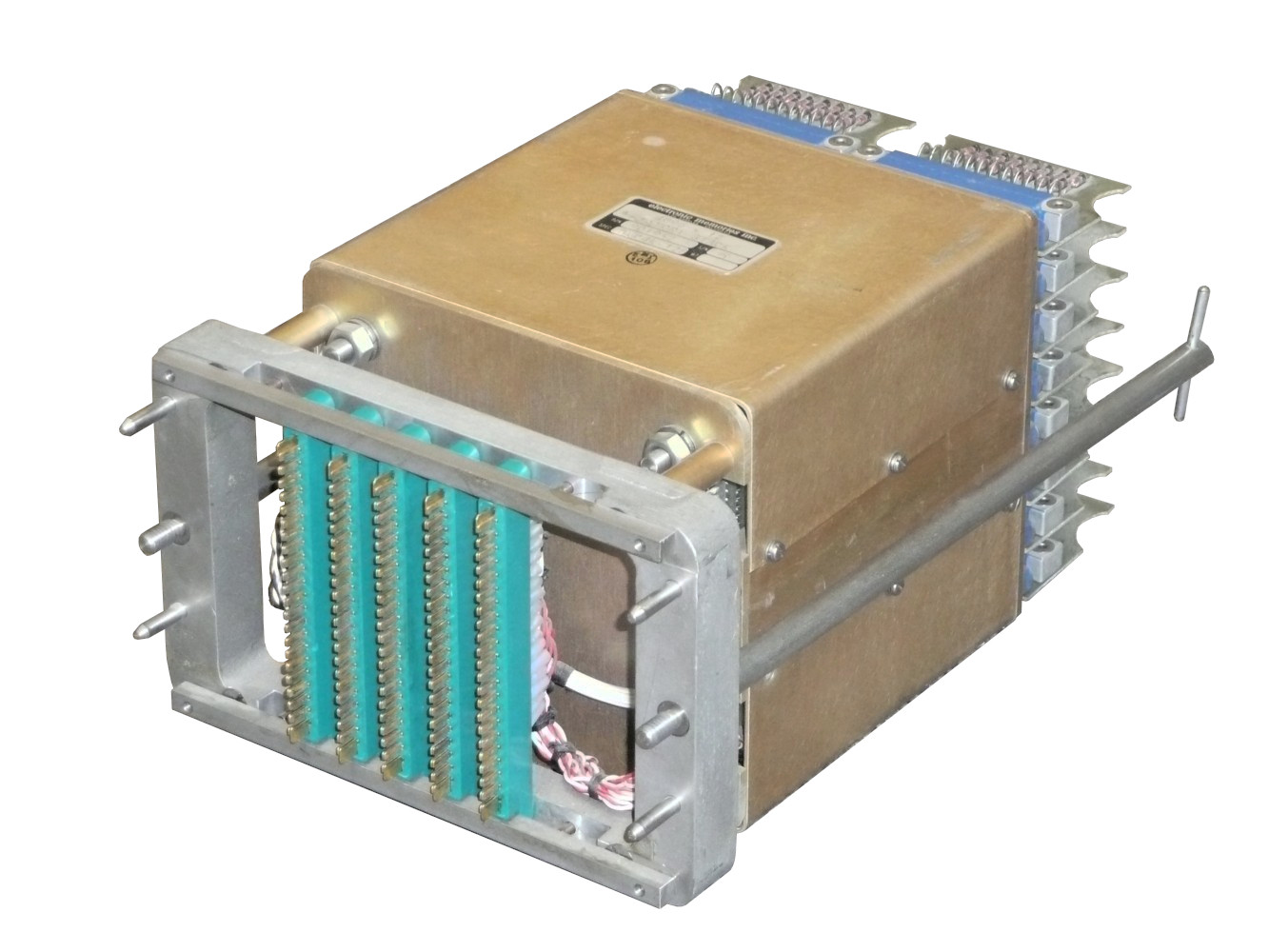
یک ماژول الکترونیکی نصب شده در پشت یک اتصال‌دهنده‌های الکتریکی بزرگ که دارای دو جک پیچ بسیار بلند با دسته T است.

اصطلاح جک پیچ(jackscrew) همچنین برای پیچ‌هایی استفاده می‌شود که دو قسمت بعضی از اتصال‌دهنده‌های برق را به سمت هم می‌کشند و آنها را به یکدیگر متصل نگه می‌دارند. این جک‌ها معمولاً در اتصال‌دهنده‌های دی کانکتور دیده می‌شوند، جایی که آنها عمدتاً برای جلوگیری از قطع شدن به شکل تصادفی عمل می‌کنند. در اتصال‌دهنده‌های بزرگتر مانند آنچه در تصویر نشان داده شده‌است، جک پیچ‌ها نیز به تراز کردن اتصال‌دهنده‌ها و غلبه بر نیروهای بزرگ اصطکاک که در وارد کردن یا برداشتن اتصال‌دهنده دخیل هستند کمک می‌کند. وقتی پیچ باز می‌شود، اجازه می‌دهند تا نیمه‌های رابط از هم جدا شوند. جک‌پیچ‌ها در اتصال‌دهنده‌های الکتریکی ممکن است دارای سر پیچ‌های معمولی یا سرهای کشیده باشند که به‌عنوان پیچ‌انگشتی طراحی شده‌اند.
در اواخر دهه ۱۹۵۰ و اوایل دهه ۱۹۶۰ ایده استفاده از جک‌های پیچی در اتصال‌دهنده‌های الکتریکی یک نوآوری تلقی نمی‌شد. برخی از اختراعات مربوط به آن دوران جفت‌های جک‌پیچ را در طرف‌های مقابل یک اتصال‌دهنده چند پین نشان می‌دهند. بعضی از اخراعات دیگر نیز جک پیچ‌های مرکزی را نشان می‌دهد. این اختراعات به‌طور اتفاقی عبارت «جک پیچ» را بدون اظهار قطعی کردن ایده ذکر می‌کنند.
جک پیچ‌ها ممکن است دارای رزوه‌های نری یا مادگی باشند و در برخی از اتصال‌دهنده‌ها، جنسیت پیچ‌ها و همچنین تنوع زیاد پین‌های تراز ممکن است به منظور جلوگیری از وصل‌شدن اتصال‌دهنده اشتباه به سوکت اشتباه باترتیب مخلوط شده باشند.